# Saarland
Saarland (în germană pronunțat [ˈzaːɐ̯lant], v. AFI; în franceză Sarre) este unul dintre cele 16 landuri ale Germaniei. Capitala sa este orașul Saarbrücken. Landul are o suprafață de 2.570 km² și o populație de 1,045 milioane de locuitori.

## Geografie
Saarland se găsește în vestul Germaniei, la frontiera cu Luxemburg și Franța (departamentul Moselle). În Germania se învecinează cu landul Renania-Palatinat. 
Landul Saarland este numit așa după râul Saar care îl străbate de la sud la nord-vest. Relieful este deluros, iar o treime din teritoriu este împădurită, una dintre cele mai mari proporții din Germania.

## Administrație
Saarland este divizat din punct de vedere administrativ în 6 districte rurale (Landkreise):

1. Merzig-Wadern
2. Neunkirchen
3. Saarbrücken
4. Saarlouis
5. Saarpfalz
6. Sankt Wendel

## Istorie
Înainte de Primul Război Mondial nu a existat o autonomie regională a teritoriului. Acesta a fost ocupat de triburi celtice înainte de a deveni parte a provinciei Belgica a Imperiului Roman. În secolul al V-lea francii cuceresc teritoriul și acesta va face parte din regatul acestora; în continuare a fost parte a Sfântului Imperiu Roman sub forma a numeroase ducate și principate - până în anul 1793.

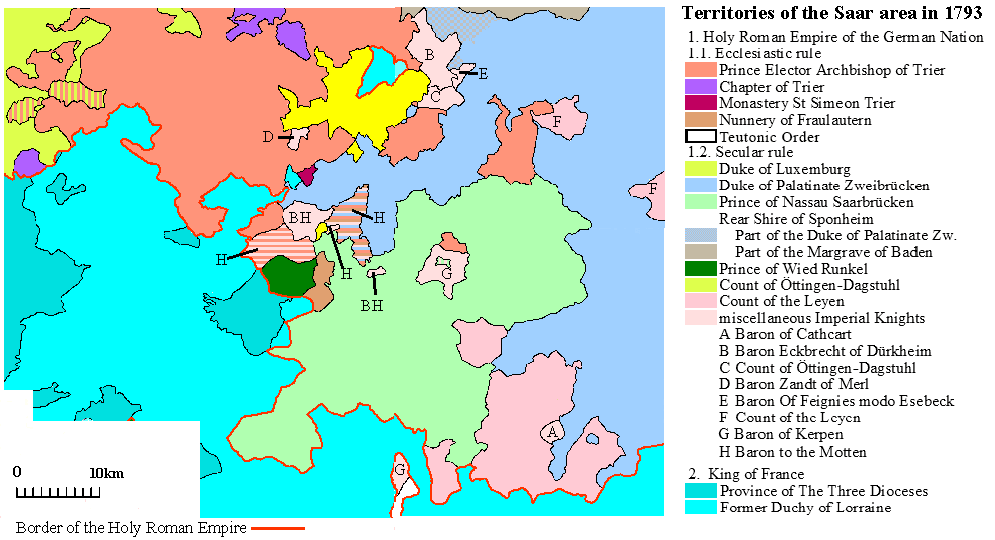
Teritoriul Saarland-ului în 1793

În 1792 trupele revoluționare franceze ocupă tot teritoriul din vestul râului, inclusiv teritoriul actualului land Saarland. Acesta este organizat sub forma unui departament francez numit regiunea Sarre. După înfrângerea lui Napoleon Bonaparte teritoriul acestuia este divizat între Provincia Prusă Renania, Regatul Bavariei și cel al ducelui de Oldenburg.
În 1870 tentativa împăratului Francez Napoleon al III-lea de a ocupa orașul Saarbrücken a declanșat Războiul Franco-Prusac ce s-a soldat cu crearea Imperiului German (Deutsches Kaiserreich sau și Al Doilea Reich) din care făcea parte și teritoriul Saarlandului. După Primul Război Mondial, în 1920, conform Tratatului de la Versailles a fost creat protectoratul Ligii Națiunilor Saar, aflat sub administrația Franței timp de 15 ani. Din nefericire pentru francofili, în 1935, conform unui referendum organizat de Liga Națiunilor, majoritatea covârșitoare a populației s-a declarat pentru alipirea la Germania. Teritoriul, împreună cu o parte din Palatinat și cu departamentul Moselle, a format Reichgau-ul numit Westmark.
La sfârșitul celui de-al Doilea Război Mondial Saarlandul a făcut parte din zona de ocupație franceză. Aceștia au pus în aplicare un plan de control al industriei germane cu scopul de a preveni posibilitatea reînarmării Germaniei. Saar devine protectorat francez. În 1954 guvernul francez și cel al Germaniei de Vest ajung la un acord privind statutul teritoriului. În urma unui plebiscit majoritatea populației se pronunță pentru alipirea la Germania, lucru ce se petrece la 1 ianuarie 1957, când Saarland devine land german. Aceasta a fost ultima schimbare de frontieră din Europa până la căderea comunismului și a fost cunoscută ca „Mica Reunificare” (germană Die kleine Wiedervereinigung).

## Politică
Între 2011-2018 președinta landului a fost Annegret Kramp-Karrenbauer, actala președintă a CDU.